# Cristobal Morales
Cristóbal de Morales (ca. 1500 i Sevilla – 1553 i Málaga) var spansk komponist, Morales fik sin uddannelse i Sevilla og virkede som kapelmester ved forskellige spanske kirker, indtil han rejste til Rom, hvor han var medlem af det pavelige Kapel 1535-1545. Derefter var han igen i Spanien som kapelmester ved domkirken i Toledo og til sidst i Malaga. Morales har tidligere været regnet for en italiensk komponist. 
I sin musik (især messer, motetter og anden kirkemusik) viser han sig som udgået fra den nederlandske skole, men med udpræget originale, spansk-nationale træk. Han lægger især an på klare linjer og vokal velklang, når ofte en betydelig virkning og står således som en interessant forløber for Palestrina.